# شارلوت أيكن
شارلوت أيكن (من مواليد 23 يناير 1992 في بليموث، ديفون) راقصة جليدية إنجليزية تمثل بريطانيا العظمى. مع شريكها جوش ويدبورن، أصبحت صاحبة الميدالية البرونزية في بطولة أندريه نيبيلا التذكاري 2012 وحائزة الميدالية الفضية الوطنية البريطانية لعام 2012.

## روابط خارجية
- مقابل شارلوت أيكن / جوش ويدبورن في الاتحاد الدولي للتزلج